# Riisitunturi
Riisitunturi är en kulle i Finland. Den ligger i Posio kommun i landskapet Lappland, i den norra delen av landet, 700 km norr om huvudstaden Helsingfors. Toppen på Riisitunturi är 390 meter över havet.
Terrängen runt Riisitunturi är huvudsakligen platt, men åt sydost är den kuperad.  Trakten runt Riisitunturi är nära nog obefolkad, med mindre än två invånare per kvadratkilometer.